# Luigi Lavitrano
Luigi Lavitrano (Forio, 7 marzo 1874 – Castel Gandolfo, 2 agosto 1950) è stato un cardinale e arcivescovo cattolico italiano.

## Biografia
Nacque a Forio d'Ischia il 7 marzo 1874. Il 21 marzo 1898 fu ordinato sacerdote nella basilica di San Giovanni in Laterano. Insegnò nel seminario dell'isola d'Ischia, divenne vice-rettore presso la Scuola Apostolica, poi direttore della rivista Monitore Ecclesiastico (1910-1914), e anche rettore del Collegio Apostolico Leoniano.
Fu anche procuratore della Santa Congregazione dei Riti, ponente in varie cause di beatificazione, consultore della Sacra Romana Rota e di vari dicasteri vaticani.
Il 25 marzo 1914 fu nominato vescovo di Cava de' Tirreni e Sarno. Il 16 luglio 1924 fu promosso arcivescovo di Benevento. Il 29 settembre 1928 fu nominato arcivescovo di Palermo, carica che lasciò dopo 17 anni, quando il 14 maggio 1945 papa Pio XII lo nominò prefetto della Sacra Congregazione dei Religiosi.

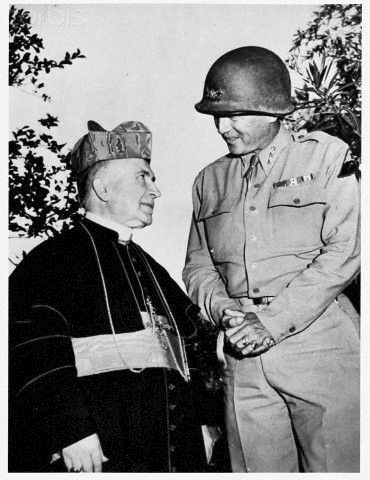
Il generale Patton incontra a Palermo il 18 Agosto 1943 il cardinale Lavitrano

Pio XI lo creò cardinale nel concistoro del 16 dicembre 1929
Partecipò al conclave del 1939 che elesse Pio XII.
Fu il terzo gran priore dell'Ordine militare del Santissimo Salvatore di Santa Brigida di Svezia.
Morì il 2 agosto 1950 a Castel Gandolfo. Le sue spoglie riposano nella basilica di Santa Maria di Loreto di Forio; sulla sua lapide, coronata da un busto, è apposta la scritta Labor et dolor vita mea fuit.

## Genealogia episcopale e successione apostolica
La genealogia episcopale è:
- Cardinale Scipione Rebiba
- Cardinale Giulio Antonio Santori
- Cardinale Girolamo Bernerio, O.P.
- Arcivescovo Galeazzo Sanvitale
- Cardinale Ludovico Ludovisi
- Cardinale Luigi Caetani
- Cardinale Ulderico Carpegna
- Cardinale Paluzzo Paluzzi Altieri degli Albertoni
- Papa Benedetto XIII
- Papa Benedetto XIV
- Cardinale Enrico Enriquez
- Arcivescovo Manuel Quintano Bonifaz
- Cardinale Buenaventura Córdoba Espinosa de la Cerda
- Cardinale Giuseppe Maria Doria Pamphilj
- Papa Pio VIII
- Papa Pio IX
- Cardinale Alessandro Franchi
- Cardinale Giovanni Simeoni
- Cardinale Antonio Agliardi
- Cardinale Basilio Pompilj
- Cardinale Luigi Lavitrano

La successione apostolica è:
- Vescovo Romolo Genuardi (1931)
- Vescovo Ferdinando Ricca (1932)
- Vescovo Lorenzo Giacomo Inglese, O.F.M.Cap. (1934)
- Arcivescovo Nicola Margiotta (1936)
- Arcivescovo Gioacchino Di Leo (1940)